# Centocinquanta (programma televisivo)
Centocinquanta è stato un programma televisivo italiano di intrattenimento, in onda su Rai 1 nel 2011 con la conduzione di Pippo Baudo e Bruno Vespa.
La prima puntata del programma, che intendeva celebrare i centocinquant'anni dell'Unità d'Italia, va in onda mercoledì 16 marzo 2011. Inizialmente erano previsti sei appuntamenti, ma, a causa dei bassi ascolti riscontrati, il programma chiude dopo la quarta puntata, con liti durante la trasmissione tra i conduttori e gli autori.
Il programma, che si svolgeva al Teatro delle Vittorie, aveva una struttura simile a quella di Novecento, andato in onda su Rai 3 nel 2000, nel 2001 e nel 2010, e sulla stessa Rai 1 nella stagione 2002-2003, sempre condotto da Baudo e raccontava i grandi fatti e personaggi che hanno fatto la storia dell'Italia.

## Controversie
Nella prima puntata il conduttore Pippo Baudo ha offeso pubblicamente il noto Marmo Botticino con cui è stato costruito l'altare della Patria. Dopo aver appreso questo giudizio, il sindaco di Botticino e il presidente del Consorzio produttori Marmo Botticino classico hanno inviato una lettera al conduttore pretendendo una rettifica del giudizio.

## Ascolti
| Puntata | Data          | Ospiti | Telespettatori | Share  |
| ------- | ------------- | --- | -------------- | ------ |
| 1       | 16 marzo 2011 | Raoul Bova, Serena Autieri, Miriam Leone, Gianni Morandi (Inno di Mameli), Roberto Bolle, Roberto Vecchioni (Chiamami ancora amore), Giancarlo Giannini, Sophia Loren, Giorgio Albertazzi, Arisa (Quanno chiove), Luca Barbarossa e Raquel del Rosario (Addio mia bella addio), Mario Biondi, Gennaro Cannavacciuolo, Christian Ginepro, Alessandro Preziosi, Amii Stewart, Massimo Ranieri ('O surdato 'nnamurato e Monaster'e Santa Chiara). | 5.401.000      | 24,11% |
| 2       | 23 marzo 2011 | Gigi Proietti, Alessandro Preziosi, Serena Autieri, Gino Paoli, Max Gazzè, Leo Gullotta, Nino D'Angelo, Christian Ginepro, Cristiana Capotondi, Arisa, Mario Biondi | 3.521.000      | 14,15% |
| 3       | 30 marzo 2011 | Belén Rodríguez, Simone Cristicchi, Cristina Chiabotto, Alessandra Mussolini, Emanuele Filiberto, Luca Biagini, Francesca Testasecca, Lucia Bosè, Serena Autieri, Piero Mazzocchetti, Christian Ginepro, Giorgio Lupano, Monica Riva | 3.331.000      | 12,70% |
| 4       | 6 aprile 2011 | Serena Autieri, Christian Ginepro, Milly Carlucci, Paolo Belli e il cast di ballerini di Ballando con le stelle, Fiona May, Amedeo Minghi, Gloria Guida, Edwige Fenech, Bianca Guaccero, Edoardo Bennato, Massimo Ranieri, Martina Pinto, Hoara Borselli, Barbara De Rossi, Massimo Ghini | 2.947.000      | 12,13% |